# Choto Haibor
Choto Haibor é uma vila no distrito de Nagaon, no estado indiano de Assam.

## Demografia
Segundo o censo de 2001, Choto Haibor tinha uma população de 5247 habitantes. Os indivíduos do sexo masculino constituem 52% da população e os do sexo feminino 48%. Choto Haibor tem uma taxa de literacia de 67%, superior à média nacional de 59,5%; a literacia no sexo masculino é de 72% e no sexo feminino é de 62%. 13% da população está abaixo dos 6 anos de idade.